# Поцеп (Весьегонский район)
Поцеп — деревня в Весьегонском муниципальном округе Тверской области.

## География
Деревня находится в северо-восточной части Тверской области на расстоянии приблизительно 23 км на юг по прямой от районного центра города Весьегонск.

## История
В 1859 году здесь (деревня Весьегонского уезда Тверской губернии) было отмечено 14 дворов. До 2019 года входила в состав Чамеровского сельского поселения.

## Население
Численность населения: 93 человека (1859 год),, 22 (русские 100 %) в 2002 году, 14 в 2010.